# شمس‌المعارف‌الکبری
شمس‌المعارف‌الکبری یا شمس‌المعارف و لطایف‌العوارف (در فارسی به معنای آفتاب بزرگ شناخت) عنوان کتابی به زبان عربی نوشته ابوالعباس احمدبن علی بن یوسف قرشی البونی معروف به احمد بن علی البونی که نویسنده قرن هفتم هجری قمری می‌باشد. 

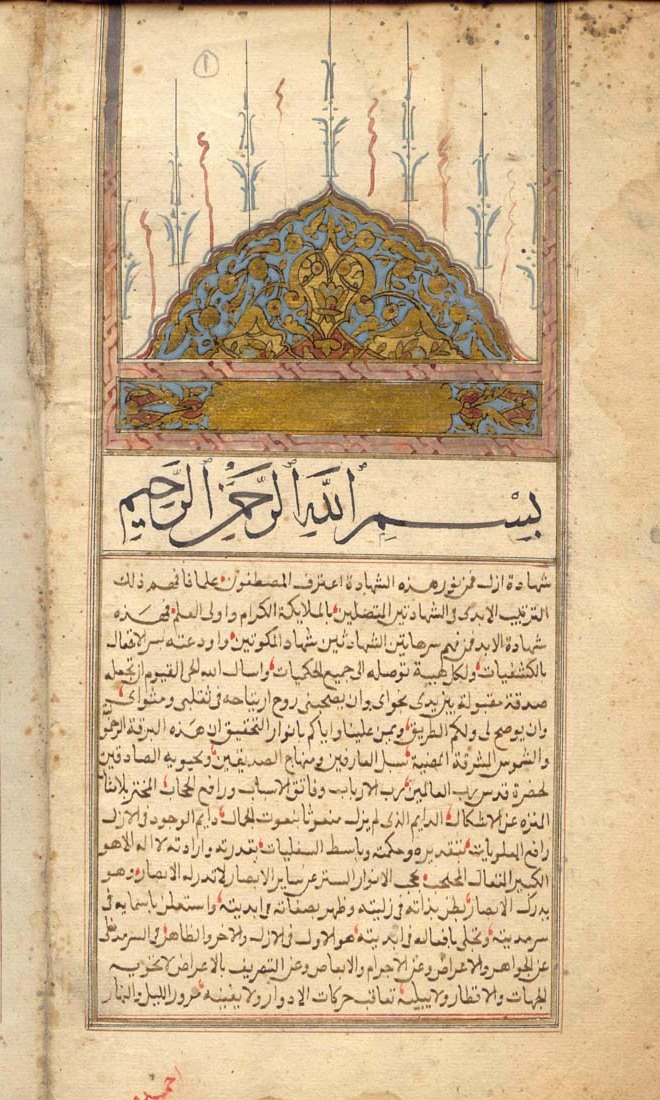
تصویر یک صفحه کتاب

 شمس‌المعارف مهمترین کتاب در زمینه علوم خفیه در دنیای شرق می‌باشد.

کتاب دارای دو بخش شمس‌المعارف کبری و شمس‌المعارف صغری می‌باشد. فصلهای اول کتاب به مربع جادویی و خاصیت حرفها و اعداد برای ارتباط با ارواح و اجنه می‌باشد. این کتاب با وجود رایج بودن در بیشتر تاریخ اسلام ممنوع بوده‌است. صوفیان نقشبندی از این کتاب بسیار استفاده می‌کنند. ﷼[اسرار غیر قابل باور]﷼
علی‌اکبر دهخدا در لغت‌نامه دهخدا، در مورد این کتاب چنین می‌گوید:
این کتاب تألیف شیخ عارف احمد بن علی البونی ۶۲۲ بنا به آنچه در کشف‌الظنون آمده. در کتاب یاد شده مطالبی عجیب و غریب و اعمال و ادعیه‌ای آمده که هیچ‌کدام مآخذ و مستندی ندارد و در برخی از این ادعیه صلوات بر آل پیامبر نیز آمده، کسانی که در مورد بونی شرح حال نوشته‌اند هیچ‌کدام او را به یکی از مذاهب اربعه اهل سنت یا دیگر مذاهب نسبت نداده‌اند.
در کتاب الذریعه، شیخ آقابزرگ تهرانی در مورد این کتاب و مؤلف آن می‌گوید: این کتاب در مورد دعا، اذکار، ختومات، تسخیرات و توسلات به اسمای خداوند و مسایلی از این قبیل مانند خاصیت سوره‌ها و آیات قرآن و برخی از علوم غریبه است.
شیخ عباس قمی در کتاب الکنی و الاقاب می‌گوید: ابوالعباس احمد بن علی القرشی الفاضل الصوفی الجعفری، ماهر در علم اعداد و صاحب کتاب در مورد آن از جمله شمس‌المعارف‌الکبری منسوب به بونه می‌باشد که شهری است در سواحل آفریقا.
در کلام شیخ عباس قمی نسبت تصوف به او داده شده در کتاب تاج‌العروس زبیدی نیز می‌گوید: او شیخ طریقه بونیه در اعداد و حروف است.
سید مصطفی خمینی در تفسیرش بر قرآن برخی موارد مطالبی را از این کتاب نقل کرده‌است.